# Nick och Norahs oändliga låtlista
Nick och Norahs oändliga låtlista (originaltitel: Nick & Norah's Infinite Playlist) är en amerikansk romantisk dramakomedifilm från 2008 i regi av Peter Sollett. Filmen är baserad på boken med samma namn skriven av David Levithan och Rachel Cohn. 

## Handling
High school-eleven Nick Yidiaris (Michael Cera), medlem av Queercore-bandet The Jerk Offs, möter Norah Silverberg (Kat Dennings) som ska börja på college, när hon ber honom att vara hennes pojkvän i fem minuter.

## Rollista
- Michael Cera - Nick Yidiaris
- Kat Dennings - Norah Silverberg
- Ari Graynor - Caroline
- Alexis Dziena - Tris
- Aaron Yoo - Thom
- Rafi Gavron - Dev
- Jay Baruchel - Tal
- Jonathan B.Wright - Lethario